# Helmut Lenz (Politiker)

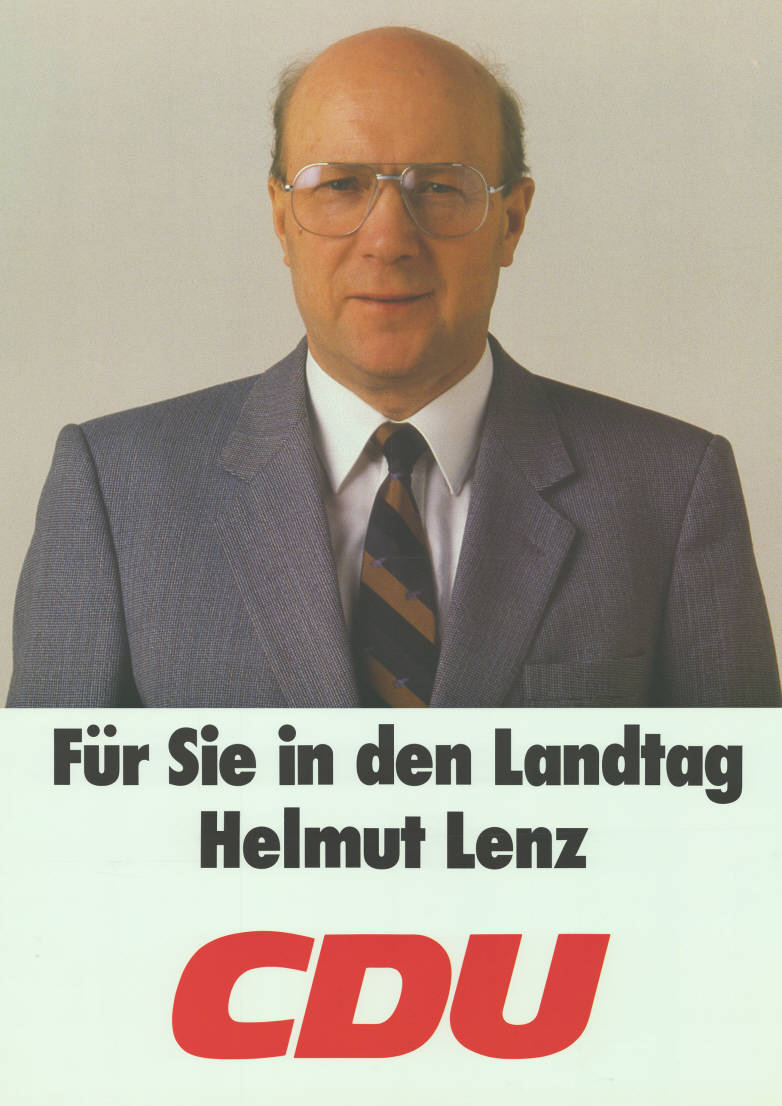
Kandidatenplakat zur Landtagswahl in Hessen 1987

Helmut Lenz (* 31. Januar 1930 in Montabaur; † 24. Dezember 2010) war ein deutscher Jurist und Politiker (CDU). Von 1970 bis 1991 war er Abgeordneter des Hessischen Landtags.

## Ausbildung und Beruf
Helmut Lenz studierte nach dem Abitur Rechtswissenschaften in Frankfurt am Main und arbeitete nach Referendariat und beiden Staatsexamina als Rechtsanwalt. Ab 1962 war er für den Bundesvorstand der IG Bau-Steine-Erden tätig. Zwischen 1970 und 1972 war er Betriebsratsvorsitzender im Bundesvorstand der IG Bau-Steine-Erden. Er war mit der Künstlerin Franziska Lenz-Gerharz verheiratet. Lenz war Mitglied der katholischen Studentenverbindung K.St.V. Staufia-Straßburg Frankfurt im KV.

## Politik
Helmut Lenz war seit 1952 Mitglied der CDU und dort in vielen Vorstandsämtern aktiv. Er war stellvertretender Landesvorsitzender der CDA.
Seit dem 1. Dezember 1970 war Lenz Mitglied des Hessischen Landtags. Dieses Mandat hatte er sechs Wahlperioden lang bis zu seinem Ausscheiden am 4. April 1991 inne. Er wurde im Wahlkreis Frankfurt am Main IV gewählt.
1984 war Lenz Mitglied der 8. Bundesversammlung.

## Sonstige Ämter
Helmut Lenz war 1963 bis 1971 ehrenamtlicher Richter am Landesarbeitsgericht Hessen und von 1971 bis 1984 am Bundesarbeitsgericht.
Lenz war Vorstandsmitglied der Zusatzversorgungskasse für das Dachdeckerhandwerk VVaG und der Zusatzversorgungskasse für das Steinmetz- und Bildhauerhandwerk VVaG sowie Aufsichtsrat der Nassauische Heimstätte.

## Werke
Helmut Lenz ist Autor mehrerer Werke:
- Grenzsituationen der Demokratie, 1987
- Der Äpfelwein in Frankfurt : seine Geschichte u. Bedeutung für d. Stadt / Helma Brunck ; Helmut Lenz ; Otto Rumeleit. Histor. Museum Frankfurt am Main, 1987

## Ehrungen
Helmut Lenz wurde mit dem Bundesverdienstkreuz I. Klasse und dem Frankfurter Friedrich-Stoltze-Preis geehrt.